# 추사로 (예산군)
추사로(Chusa-ro)는 충청남도 예산군 예산읍 구양교 에서 예산읍 창소사거리 을 잇는 경상남도의 도로이다.

## 주요 경유지
충청남도
- 예산군 예산읍

## 노선 경로
| 이름          | 접속 노선                  | 경유지        | 경유지        | 비고          |
| 덕평로와 직결 | 덕평로와 직결              | 덕평로와 직결 | 덕평로와 직결 | 덕평로와 직결 |
| ------------- | -------------------------- | ------------- | ------------- | ------------- |
| 구양교        |                            | 당진시        | 합덕읍        |               |
| 구양교        |                            | 예산군        | 예산읍        |               |
| (이름 없음)   | 국도 제32호선 (예당평야로) | 예산군        | 예산읍        |               |
| 신암삼거리    | 추시고택로                 | 예산군        | 예산읍        |               |
| 신례원교      |                            | 예산군        | 예산읍        |               |
| 창소사거리    | 국도 제21호선 (충서로)     | 예산군        | 예산읍        |               |
| 창말로와 직결 |                            |               |               |               |

## 주요건물및 시설
- 농협 신암농협 본점 (추사로 109/종경리 245-2)
- 신암우체국 (추사로 110/종경리 246-5)
- 농협 예산중앙농협 하나로마트 신암점 (추사로 133/종경리 253-13)
- 예산군신암보건지소 (추사로 140/계촌리 219-6)
- CU 예산신암점 (추사로 200/종경리 275-6)
- GS25 예산신암점 (추사로 206/두곡리 241-6)